# Yünbüken
Yünbüken ist ein Dorf im Landkreis Çemişgezek der türkischen Provinz Tunceli. Im Jahre 2011 lebten in Yünbüken 57 Menschen.